# Sārī Sūlī
Sārī Sūlī (persiska: ساری سولی, Sārīlū) är en ort i Iran.   Den ligger i provinsen Östazarbaijan, i den nordvästra delen av landet, 500 km nordväst om huvudstaden Teheran. Sārī Sūlī ligger 1 086 meter över havet och antalet invånare är 572.
Terrängen runt Sārī Sūlī är kuperad, och sluttar österut. Runt Sārī Sūlī är det ganska tätbefolkat, med 56 invånare per kvadratkilometer. Närmaste större samhälle är Chol Qeshlāqī, 11,9 km nordväst om Sārī Sūlī. Trakten runt Sārī Sūlī består i huvudsak av gräsmarker.